# Weizman Širy
Weizman Širy (hebrejsky: ויצמן שירי, Vajcman Širy) je izraelský politik a bývalý poslanec Knesetu za Stranu práce.

## Biografie
Narodil se 5. února 1956 ve městě Beerševa. Sloužil v izraelské armádě, kde dosáhl hodnosti vojína. Hovoří hebrejsky a anglicky. Jméno mu rodiče dali na počest prvního izraelského prezidenta Chajima Weizmanna.

## Politická dráha
Byl členem ústředního výboru a vedení Strany práce a předseda organizaci Strany práce v regionu Negevu.
V izraelském parlamentu zasedl poprvé po volbách do Knesetu v roce 1999, v nichž kandidoval za kandidátní listinu Jeden Izrael, do níž se sdružila dosavadní Strana práce. Předsedal zvláštnímu výboru pro zákon o mimořádném ekonomickém plánu. Byl členem parlamentního výboru pro ekonomické záležitosti, výboru finančního, výboru House Committee a výboru pro vnitřní záležitosti a životní prostředí. V období srpen-listopad 2002 zastával post náměstka ministra obrany.
Znovu usedl do Knesetu po volbách do Knesetu v roce 2003 (v nich nastupoval za kandidátní listinu Izraelská strana práce-Mejmad). Mandát ovšem získal až v lednu 2006 jako náhradník po rezignaci Šimona Perese. Do práce Knesetu se již ale výrazně nezapojil.